# Let Me Know (Róisín Murphy)
"Let Me Know" is een nummer geschreven door Róisín Murphy en Andy Cato voor Murphy's tweede soloalbum Overpowered, uitgebracht in 2007. Het nummer was ook geproduceerd door Cato en Murphy. Het was de tweede single release van Murphy's tweede album.

## Cover
De foto voor de cover van de single werd genomen door Scott King en Jonathan De Villiers. De kleding op de cover is een ontwerp van Gareth Pugh.

## TTracklists
CD1
| #  | Titel                      | Lengte |
| -- | -------------------------- | ------ |
| 1. | "Let Me Know" (Radio Edit) | 3:41   |
| 2. | "Sunshine"                 | 3:05   |

CD2
| #  | Titel                                                 | Lengte |
| -- | ----------------------------------------------------- | ------ |
| 1. | "Let Me Know" (Album Version)                         | 5:09   |
| 2. | "Unlovable"                                           | 3:56   |
| 3. | "Let Me Know" (Andy Cato Vedra Mix)                   | 8:15   |
| 4. | "Let Me Know" (Joey Negro's Destination Boogie Vocal) | 7:11   |

7" Picture Disc
| #   | Titel                      | Lengte |
| --- | -------------------------- | ------ |
| A1. | "Let Me Know" (Radio Edit) | 3:41   |
| B1. | "Sunshine"                 | 3:05   |

12"
| #   | Titel                                                 | Lengte |
| --- | ----------------------------------------------------- | ------ |
| A1. | "Let Me Know" (Album Version)                         | 5:09   |
| A2. | "Let Me Know" (Andy Cato Vedra Mix)                   | 8:15   |
| B1. | "Let Me Know" (Joey Negro's Destination Boogie Vocal) | 7:11   |
| B2. | "Cry Baby" (Paul Oakenfold Mix)                       | 6:23   |

## Hitlijsten
| Land                | Hoogste positie |
| ------------------- | --------------- |
| België (Vlaanderen) | 25              |
| Bulgarije           | 13              |
| Europa              | 82              |
| Finland             | 11              |
| Nederland           | 88              |
| Polen               | 37              |
| Verenigd Koninkrijk | 28              |